# Islamska skolastika
Islamska skolastika naziv je srednjovjekovne islamske filozofije stvorene obradom filozofskih problema koji nisu dovoljno jasno razriješeni u Kuranu (pitanje o slobodi volje) pod jakim utjecajem ostataka helenističke filozofije (Sokrat, Platon, Aristotel). Islamska skolastika nazočna je na dva područja, istočnoislamska filozofija je oblik posthelenističkog razvoja iranske misli, dok se maursko-španjolska skolastika kasnog Srednjeg vijeka razlikuje.

## Predstavnici škola
istočnoislamska, iranska
- Al Farabi (870. – 950.), Iranac iz Faraba
- Ibn Sina, Avicena (980. – 1037.), Iranac iz Buhare
- Suhrawardi (1155. – 1191.) Iranac iz Alepa

razvijena iranska skolastika
- Al Gazali (1058. – 1111.)
- Fahraddin Razi (1149. – 1209.)
- Nasiraddin Tusi (1201. – 1273.)

maursko-španjolska islamska skolastika
- Ibn Rušd (lat. Averroes) (1126. – 1198.) rođen u Španjolskoj
- Ibn Arabi (1165. – 1240.)

## Relevantni članci
- Srednjovjekovna filozofija
- Skolastika